# Franciszek Paszek
Franciszek Paszek, ps. „Kmicic” (ur. 21 października 1920 w Grybowie, zm. 27 lutego 1977 w Dornbirn) – żołnierz ZWZ, AK, dowódca  oddziału partyzanckiego „Żbik” Armii Krajowej oraz dowódca plutonu 7 kompanii, III batalionu 1 pułku strzelców podhalańskich Armii Krajowej.

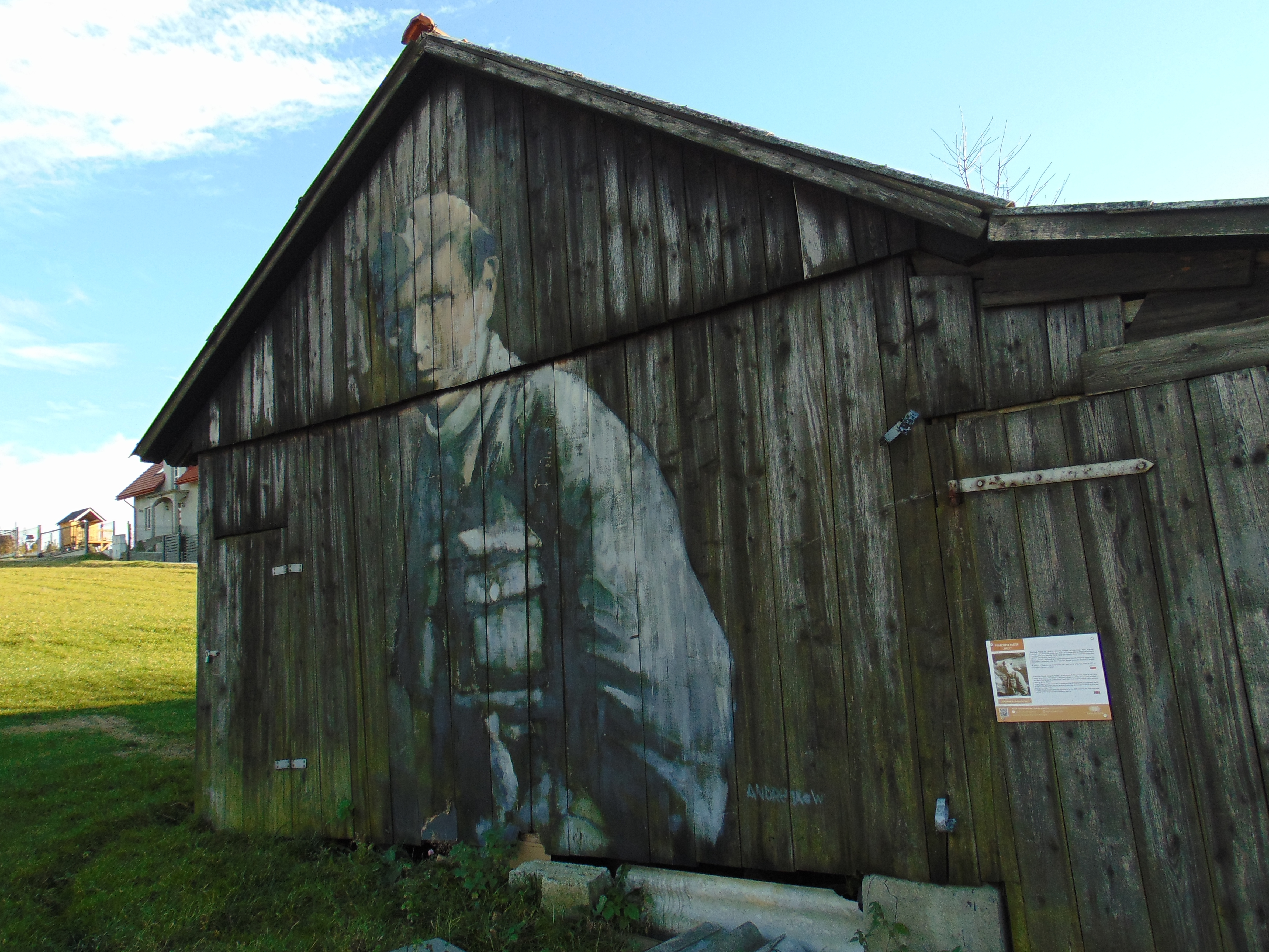
Mural na stodole na Podhełmiu k/Grybowa upamiętniający Franciszka Paszkę

## Życiorys
Franciszek Paszek uzyskał dyplom dojrzałości w Gimnazjum w Grybowie. W czasie wojny dowodził 30 osobowym oddziałem partyzanckim „Żbik”, który został przemianowany 22 września 1944 na 7 kompanię III batalionu 1 pspodh. AK. Po wojnie postanowił ujawnić się i podjął pracę w Rejonowej Komendzie Uzupełnień w Gorlicach. Został jednak aresztowany i skazano go na zesłanie na Syberię. Zdołał uciec z pociągu w okolicy Biecza i przedostać się do Francji. Tam wstąpił do Legii Cudzoziemskiej. Zmarł 27 lutego 1977 w Austrii.

## Życie prywatne
Wnuczką Franciszka Paszki jest austriacka tenisistka, Tamira Paszek.